# Stephen McDowell
Stephen McDowell (Indianapolis, 19 luglio 1985) è un ex cestista statunitense.

## Palmarès
- 2 volte campione NIT (2005, 2006)